# Tadeusz Frąś
Tadeusz Frąś (ur. w 1949 r., zm. 7 września 1983 r.) – nauczyciel i przewodniczący NSZZ „Solidarność” w szkole podstawowej w Zabierzowie Bocheńskim.
W czasie stanu wojennego nie zaprzestał działalności związkowej. 7 września 1983 był umówiony na spotkanie w Krakowie, na które jednak nie dotarł - odnaleziono go martwego na przedmieściach, ze śladami ciężkiego pobicia. Prowadzone w owym czasie śledztwo było tendencyjne, przyjęto wersję samobójstwa. 
Instytut Pamięci Narodowej zalicza Tadeusza Frąsia do "milczących świadków" stanu wojennego. W 2023 został pośmiertnie odznaczony Krzyżem Oficerskim Orderu Odrodzenia Polski i Krzyżem Wolności i Solidarności.
7 września 2023 r. na frontonie szkoły podstawowej w Zabierzowie Bocheńskim odsłonięto tablicę pamiątkową, dedykowaną Tadeuszowi Frąsiowi.